# Atípids
Els atípids (Atypidae) són una família d'aranyes migalomorfes, una de les dues famílies del superfamília dels atipoideids (Atypoidea). Fou descrita per primera vegada per Tord Tamerlan Teodor Thorell el 1870. Són conegudes com les taràntules atípiques (en anglès, atypical tarantula).

## Descripció
Atypus viu en tubs de seda paral·lels a la superfície del terra, mentre que Sphodros normalment apuntala els seus tubs contra troncs d'arbres. Les femelles generalment no abandonen els seus tubs, i agafen els insectes picant-los a través del tub i arrossegant-los a través de la seda.
Les taràntules atípiques tenen uns quelícers molt grans amb relació a la seva mida i les fileres relativament llargues, tot i que menys que les dels diplúrids. Els mascles tenen colors brillants i vaguen al voltant dels tubs buscant les femelles. Les femelles tenen un color entre vermellós i marró, o de vegades tons més foscos.

## Gèneres
És una família amb només tres gèneres un dels quals, Sphodros només es troba als Estats Units, Calommata a Àfrica i al sud-est asiàtic. Atypus, el gènere més nombrós amb 28 espècies, té una ampla distribució per Europa, Àfrica, gran part d'Àsia i els Estats Units. Atypus affinis, Atypus muralis, Atypus piceus són les úniques espècies trobades a l'Europa nord-occidental.
- Atypus Latreille, 1804 (Gran Bretanya fins a Ucraïna, Àsia, Àfrica del Nord i EUA)
- Calommata Lucas, 1837 (Àsia, Àfrica)
- Sphodros Walckenaer, 1835 (EUA, Mèxic)